# Malcesine
Malcesine é uma comuna italiana da região do Vêneto, província de Verona, com cerca de 3.423 habitantes. Estende-se por uma área de 68,19 km², tendo uma densidade populacional de 50 hab/km². Faz fronteira com Avio (TN), Brentonico (TN), Brenzone, Ferrara di Monte Baldo, Limone sul Garda (BS), Nago-Torbole (TN), Riva del Garda (TN), Tignale (BS), Tremosine (BS).

## Principais pontos turísticos
Seu marco mais proeminente é o Castello Scaligero, que tem uma torre medieval e fortificações que datam do século XIII. Vestígios de uma tumba etrusca foram achados dentro dos muros do castelo. O castelo foi fortificado pela família della Scala, que governou a região durante todo o século XIII.
Outros pontos incluem a pieve de São Estêvão (séc. VIII) e a igreja de Santa Maria di Navene (séc. XI).
Em 1786, Goethe foi questionado pelo magistrado local por suspeita de ser um espião porque desenhava esboços do castelo.

## Demografia
| Variação demográfica do município entre 1861 e 2011                               |
|                                                                                   |
| Fonte: Istituto Nazionale di Statistica (ISTAT) - Elaboração gráfica da Wikipedia |